# 小柳友
小柳 友（こやなぎ ゆう、1988年8月29日 - ）は、日本の俳優。東京都出身。スターダストプロモーション所属。父はバブルガム・ブラザーズのBro.TOM（ブラザートム）。兄は小柳心。身長189cm。

## 略歴
3歳のころから母親の勧めでモデルを始め、雑誌などで活躍。2005年結成のロックバンド・ONE OK ROCKでドラムを担当していたが、2006年に役者の道に進むため脱退した。堀越高等学校卒業。
2006年『タイヨウのうた』で映画デビュー。2008年出演の映画『トウキョウソナタ』で高崎映画祭最優秀新人男優賞受賞。2010年『ウルトラマンゼロ THE MOVIE 超決戦!ベリアル銀河帝国』のラン役で映画初主演。主なテレビドラマ出演作に2009年連続テレビ小説『つばさ』、2011年『マルモのおきて』、2012年NHK大河ドラマ『平清盛』など。2012年12月、『家康と按針』で初舞台。

## 出演

### 映画
- タイヨウのうた（2006年6月17日、松竹） - 大西雄太 役
- ヒートアイランド（2007年10月20日、ザナドゥー） - ジュン 役
- クローズZEROシリーズ - 杉原誠 役
  - クローズZERO（2007年10月27日、東宝）
  - クローズZERO II（2009年4月11日、東宝）
- クリアネス（2008年2月16日、ゼアリズエンタープライズ / ドーガ堂） - コウタロウ 役
- ぼくたちと駐在さんの700日戦争（2008年4月5日、GAGA） - 辻村さん 役
- シャカリキ!（2008年9月6日、ショウゲート） - 斉藤大樹 役
- トウキョウソナタ（2008年9月27日、ピックス） - 佐々木貴 役
- 天使のいた屋上（2008年11月8日、アステア） - 主演 八嶋隼人 役
- 大洗にも星はふるなり（2009年11月7日、日活） - 仁科 役
- ハナミズキ（2010年8月21日、東宝）- 沢木洋 役
- ウルトラマンゼロ THE MOVIE 超決戦!ベリアル銀河帝国（2010年12月23日、松竹） - 主演 ラン 役
- 阪急電車 片道15分の奇跡（2011年4月29日、東宝） - カツヤ 役
- FASHION STORY -Model-（2012年11月17日、ユナイテッドエンタテインメント） - 光一郎 役
- カラスの親指（2012年11月23日、20世紀フォックス映画） - 石屋貫太郎 役
- おだやかな日常（2012年12月22日、和エンタテインメント） - ノボル 役
- 偉大なる、しゅららぼん（2014年3月8日、東映 / アスミック・エース） - 葛西 役
- がじまる食堂の恋（2014年9月20日、BS-TBS） - 城島隼人 役
- アオハライド（2014年12月13日、東宝） - 田中陽一 役
- Beautiful 2016「鎌倉にて」（2016年3月21日 - 4月4日、香港国際映画祭出品短編作品）
- 生きる街（2018年3月3日、アークエンタテインメント / 太秦） - 高村健吾 役
- ANIMAを撃て!（2018年3月31日、アティカス） - W主演 伊藤瑛 役
- 娼年（2018年4月6日、ファントム・フィルム） - 田島進也（シンヤ） 役[3]
- BLEACH 死神代行篇（2018年7月20日、ワーナー・ブラザース映画） - 茶渡泰虎 役[4]
- 21世紀の女の子 「君のシーツ」（2019年2月8日、ABCライツビジネス）
- 窮鼠はチーズの夢を見る（2020年9月11日、ファントム・フィルム） - 高杉 役

### テレビドラマ
- きたな(い)ヒーロー（2006年3月19日、日本テレビ系） - 新藤 役
- マイ★ボス マイ★ヒーロー 第2話（2006年7月15日、日本テレビ系） - 鬼所（3年C組生徒） 役
- 嫌われ松子の一生（2006年10月12日 - 12月21日、TBS系） - 渡辺笙 役
- ROOKIES 第10話・最終話（2008年7月19日・26日、TBS） - 前田 役
- ラストメール（2008年10月 - 12月、BS朝日） - 蓮見透 役
- 252 生存者あり episode.ZERO（2008年12月5日、日本テレビ） - 望月 役
- 連続テレビ小説 つばさ（2009年、NHK） - 大谷翔太 役
- こちら葛飾区亀有公園前派出所 第6話（2009年、TBS） - 幸成 役
- まっつぐ〜鎌倉河岸捕物控〜（2010年4月 - 8月、NHK） - 彦四郎 役
- ヤンキー君とメガネちゃん（2010年4月 - 6月、TBS） - 千葉星矢 役
- パーフェクト・リポート（2010年10月 - 12月、フジテレビ） - 紫村健 役
- マルモのおきて（2011年4月 - 7月、フジテレビ） - 真島孝則 役
  - マルモのおきてスペシャル（2011年10月9日、フジテレビ） - 真島孝則 役
  - マルモのおきてスペシャル2014（2014年9月28日、フジテレビ） - 真島孝則 役
- ジウ 警視庁特殊犯捜査係（2011年7月 - 9月、テレビ朝日） - 園田 役
- 私が恋愛できない理由（2011年10月 - 12月、フジテレビ） - 武居大介 役
- ビギナーズ!（2012年7月 - 9月、TBS） - 杉山清貴 役
- 大河ドラマ 平清盛（2012年8月 - 12月、NHK） - 平知盛 役
- 勇者ヨシヒコと悪霊の鍵 第4話（2012年11月2日、テレビ東京） - 新人盗賊 役（友情出演）
- 大人番組リーグ「考古学者インディアナの憂鬱」（2012年12月23日、WOWOW）- ハリス 役
- ハンチョウ〜警視庁安積班〜 シリーズ6 第8話（2013年2月18日、TBS） - 片山春樹 役
- 鴨、京都へ行く。-老舗旅館の女将日記-（2013年4月 - 6月、フジテレビ） - 八木飛雄馬 役
- ミス・パイロット（2013年10月 - 12月、フジテレビ） - 小鳥翔 役
- BORDER 警視庁捜査一課殺人犯捜査第4係 第1話（2014年4月10日、テレビ朝日） - 倉橋貴志 役
- ホワイト・ラボ〜警視庁特別科学捜査班〜 第9話（2014年6月9日、TBS） - 西野利治 役
- おやじの背中 第5話（2014年8月10日、TBS） - ホッキーガイ 役
- ゴーストライター（2015年1月 - 3月、フジテレビ） - 尾崎浩康 役
- ものづくり日本の奇跡 第5夜「日本人の真価とは？」（2015年3月28日、TBS） - 古野清賢 役
- LOVE理論 第9話 - 11話（2015年6月、テレビ東京） - 中里有吾 役
- シメシ 第4話（2015年7月14日、TBS） - 大前田要 役
- 石の繭（2015年8月 - 9月、WOWOW） - 尾留川圭介 役
- テディ・ゴー!（2015年10月、フジテレビ） - 住吉浩介 役
- メガバンク最終決戦（2016年2月 - 3月、WOWOW） - 石原恵太 役
- 東京センチメンタル 第6話（2016年2月20日、テレビ東京） - 住田龍介 役
- 相棒 season14 最終話（2016年3月16日、テレビ朝日） - 金井塚 役
- 水晶の鼓動 殺人分析班（2016年11月 - 12月、WOWOW） - 尾留川圭介 役
- 逃げるは恥だが役に立つ 第6話（2016年11月15日、TBS） - カヲル 役
- 警視庁いきもの係 第2話（2017年7月16日、フジテレビ） - 久慈達夫 役
- 赤ひげ 第5話（2017年12月1日、NHK BSプレミアム） - 栄二 役
- ラブラブエイリアン2 第1話 （2018年1月23日、フジテレビ） - サトル 役
- マジムリ学園（2018年7月26日 - 9月27日、日本テレビ） - ムスケル/近藤秀作 役
- 絶対零度〜未然犯罪潜入捜査〜 第7話（2018年8月20日、フジテレビ） ‐ 新谷啓一 役
- 絶叫（2019年3月24日 - 4月14日、WOWOW） - 町田裕基 役
- 小説王（2019年4月22日 - 7月2日、フジテレビ） - 小柳俊太郎 役
- 科捜研の女 SEASON 19 第7話・第8話（2019年5月30日・6月6日、テレビ朝日） - 新浜陽一 役
- Heaven? 〜ご苦楽レストラン〜 第3話・第4話・第9話（2019年7月23日・30日・9月3日、TBS） - 花岡仁志 役
- 絆のペダル（2019年8月24日、日本テレビ） - 小野拓也 役[5]
- 八つ墓村（2019年10月12日、NHK BSプレミアム） ‐ 里村慎太郎 役
- 蝶の力学 殺人分析班（2019年11月17日 - 12月22日、WOWOW） - 尾留川圭介 役
- 浜の朝日の嘘つきどもと（2020年10月30日、福島中央テレビ） - 藤田慎二 役[6]
- 珈琲いかがでしょう 第2話（2021年4月12日、テレビ東京） - タイジ 役
- 邪神の天秤 公安分析班 第4話（2022年3月6日、WOWOW） - 尾留川圭介 役
- ウルトラマンデッカー（2022年7月9日 - 2023年1月21日、テレビ東京） - アサカゲユウイチロウ/ アガムス 役[7][8]
- 高嶺のハナさん2（2022年10月2日 - 12月18日、BSテレビ東京）- 不動凪 役[9]
- 飴色パラドックス（2022年12月16日 - 2023年2月10日、MBS 他） - 木内泰輔 役[10]
- ワタシってサバサバしてるから （2023年1月9日 - 2月9日、NHK） - 広瀬進 役
- イチケイのカラス スペシャル（2023年1月14日、フジテレビ） - 吉塚悟 役[11]
- 夫を社会的に抹殺する5つの方法 第7話・第8話（2023年2月21日・28日、テレビ東京） - 麦原明 役
- バンカケ〜警視庁自動車警ら隊（2023年3月27日、テレビ東京） - 安川弘晃 役
- 合理的にあり得ない 〜探偵・上水流涼子の解明〜 第7話（2023年5月29日、関西テレビ・フジテレビ） - 青田 役
- 家政夫のミタゾノ 第7シーズン 第6話（2025年2月18日、テレビ朝日） - 末広純一 役[12]

### 舞台
- 家康と按針（2012年12月1日 - 2013年2月9日、KAAT神奈川芸術劇場 / 青山劇場 / ロンドン） - 小早川秀秋・豊臣秀頼、他4役
- 非常の人 何ぞ非常に〜奇譚 平賀源内と杉田玄白〜（2013年7月8日 - 8月18日、PARCO劇場 / 福岡 / 岡山 / 石川 / 新潟 / 大阪） - 菊千代（佐吉）役
- 炎アンサンディ（2014年9月28日 - 10月18日、シアタートラム / 兵庫） - シモン 役
- Gus4プロデュース公演 vol.1「アサヤケズブロッカ」（2015年4月3日 - 5日、恵比寿・エコー劇場）
- BENT（2016年7月9日 - 8月21日、世田谷パブリックシアター / 宮城 / 京都 / 広島 / 福岡 / 大阪） - ウルフ 役[13]
- Gus4プロデュース公演 vol.2「イツカテレカ」（2016年9月14日 - 18日、恵比寿・エコー劇場）
- 炎 アンサンディ（2017年3月4日 - 25日、シアタートラム / 兵庫） - シモン 役
- すべての四月のために（2017年11月11日 - 12月24日、東京芸術劇場 / 京都 / 福岡）
- 岸 リトラル（2018年2月20日 - 3月17日、シアタートラム / 兵庫）
- M&Oplays プロデュース 「ロミオとジュリエット」（2018年11月20日 - 12月27日、本多劇場 / 新潟 / 大阪 / 名古屋）
- M&Oplays プロデュース「鎌塚氏、舞い散る」（2019年11月22日 - 12月25日、本多劇場 / 大阪 / 島根 / 石川 / 宮城 / 名古屋） - 佐双ヨウセイ 役
- ピサロ（2020年3月13日 - 4月20日、PARCO劇場 ※一部公演中止）
- ある馬の物語（2020年6月17日 - 7月12日、世田谷パブリックシアター ※公演中止）
- 森 フォレ（2021年7月6日 - 8月8日、世田谷パブリックシアター / 愛知 / 兵庫）
- 愛するとき 死するとき（2021年11月14日 - 12月12日、シアタートラム / 愛知 / 兵庫）
- ある馬の物語（2023年6月21日 - 7月23日、世田谷パブリックシアター / 兵庫）
- ハネムーン・イン・ベガス（2024年4月9日 - 29日、東京建物 Brillia HALL / 5月6日 - 19日、SkyシアターMBS） - ジョニー・サンドウィッチ 役[14][15]
- サイレントヴォイス（2024年7月31日 - 8月4日、浅草九劇） - W主演 平健吾 役[16]
- セツアンの善人（英語版）（2024年10月16日 - 11月4日、世田谷パブリックシアター / 11月9日・10日、兵庫県立芸術文化センター 阪急中ホール）[17][18]
- Once（2025年9月9日 - 28日〈予定〉、日生劇場 / 10月4日・5日〈予定〉、御園座 / 10月11日 - 14日〈予定〉、梅田芸術劇場 メインホール / 10月20日 - 26日〈予定〉、博多座） - ビリー 役[19][20]

### 配信ドラマ
- オトコをミルメ（2006年2月、au EZアップチャンネル内ウィークエンドプレジャー） - ハルオ 役
- 美しき日々よ（2009年2月、ケータイ音楽ドラマDOR@MO） - 健二 役
- 女たちは二度遊ぶ（2010年3月、NTTドコモ携帯電話TV「BeeTV」）
- 空の話（2012年3月、ANAショートムービー） - 加藤健次 役
- 高台家の人々（2016年6月、dTV） - しょうじ 役
- 東京女子図鑑（2016年12月、Amazon Prime Video） - 涼 役
- 列島制覇ー非道のうさぎー（2021年4月、東映ビデオ） - 千葉孝 役
- 珈琲“もう一杯”いかがでしょう 第2話（2021年4月13日、Paravi） - タイジ 役
- 酒癖50 第1話（2021年7月15日、AbemaTV）

### ラジオドラマ
- FMシアター ほかならぬ人へ（2015年11月14日、NHK-FM） - 宇津木明生 役
- FMシアター 夜明けの舞（2019年2月9日、NHK-FM） - 友明 役
- ラジオシアター〜文学の扉 中二階のある家（2020年7月5日・12日、TBSラジオ）

### CM
- アクサ損害保険リスク細分型バイク保険「入ってない人は嫌いです・入ってる人が好きです」篇（2005年11月）
- 保険のビュッフェ 「プロポーズ」篇（2017年3月）

### ウェブCM
- NTTドコモ Google Pixel 7a 『僕の爆アゲ・ロマンチシズム』（2023年5月11日 - ） - 得意先 役[21]

### ミュージックビデオ
- 小松優一「風の始まり」（2007年11月21日）
- バブルガム・ブラザーズ「Daddy's Party Night 〜懲りないオヤジの応援歌〜」（2008年12月3日）
- メロライド「ココニアル」（2009年11月4日）

### 書籍
- 壇上りく「聖少年」（2005年10月、小学館） 表紙
- 太宰治「正義と微笑」（2009年1月、SDP文庫） 表紙

### 玩具
- ウルトラマンデッカー DXフェイズライザー（2023年5月）

## 受賞歴
2009年度
- 第23回高崎映画祭最優秀新人男優賞（『トウキョウソナタ』）